# Hvozdec, Brno-venkov
Hvozdec là một làng thuộc huyện Brno-venkov, vùng Jihomoravský, Cộng hòa Séc.